# 华伦定·伯例欧佐亚
圣华伦定·伯例欧佐亚（拉丁文：Valentinus Berrio Ochoa；西班牙语：Valentin Berrio Ochoa O.P.，1827年2月14日—1861年11月1日）西班牙籍道明会主教
，嗣德帝统治时期在海阳殉道，1988年6月19日和其他越南殉道圣人由若望保禄二世封为圣人。

## 生平
1827年2月14日，圣华伦定出生于西班牙比斯开省的埃洛里奥。他受洗的教堂名为 的洗礼 华伦定与圣福斯定.他在18岁时进入洛格罗尼奥的神学院，但在1848年，他回到家人的身边来养育他们。然后，他于1851年回到神学院，晋升神父。1854年，他在 托莱多附近奥卡尼亚的道明会修道院发愿。
1856年，他前往亚洲传教。他乘船前往西班牙殖民地菲律宾首府马尼拉，很长一段时间后才到达。他被派往东京（越南北部），而嗣德帝发布了对基督徒实施迫害和对传教士处以死刑的法令。
宗座代牧聖若瑟‧瑪利亞‧陝夫賀（Iosephus Maria Diaz Sanjurio, O.P.，1818-1857）刚被斩首，而草编小屋的教堂和学校也被摧毁。
1857年12月25日，教廷委任华伦定·伯例欧佐亚为中東京代牧區的辅理主教。1858年7月28日，中東京代牧聖麥爾爵‧尚伯羅（Melchior Garcia Sampedro Suarez, O.P.，1821-1858）殉道，就由华伦定接任主教。
在三个极为困难的时期，他试图确保在裴洲教区的事工，直到1861年10月20日被捕入狱。
华伦定·伯例欧佐亚被移送到海阳省的省会，受到审讯和酷刑。由于拒绝放弃信仰，他被判处死刑。
1861年11月1日诸圣日，他和热罗尼莫·黑摩西拉主教以及Pierre Almató神父在同一天被斩首。他的遗体于1886年被转移到西班牙比斯开省埃洛里奥的教堂中安放。
1906年5月20日，华伦定·伯例欧佐亚由庇护十世列福，1988年6月19日，由若望保禄二世将他与其他116位越南殉道圣人封为圣人。 